# Kirchstraße 17 (Gützkow)

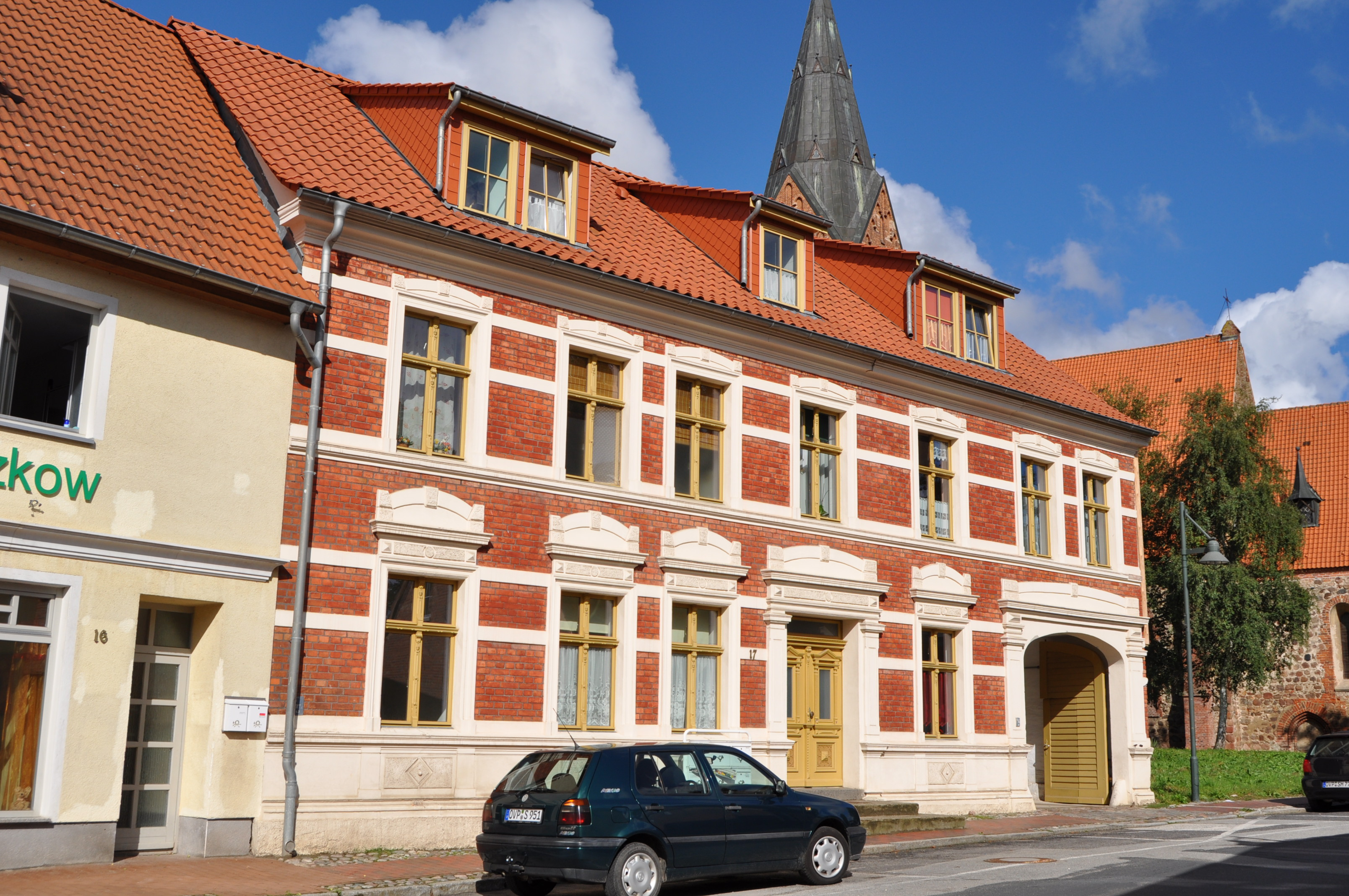

Das Wohnhaus Kirchstraße 17 (auch Haus Peters genannt) in Gützkow (Mecklenburg-Vorpommern) stammt von um 1890. 
Das Gebäude steht unter Denkmalschutz.

## Geschichte
Die Stadt Gützkow mit 2967 Einwohnern (2020) wurde 1128 erstmals als Gozgaugia erwähnt und erhielt 1301 das Stadtrecht (civitas). 
Das zweigeschossige historisierende sanierte Gebäude wurde im Stil der Gründerzeit um 1890 mit der Tordurchfahrt von und für den Bauunternehmer Peters gebaut. Hofgebäude vervollständigen das Ensemble. Peters hat 1936 seinen Betrieb gegenüber dem Friedhof verlagert.